# Malta Eurovision Song Contest
Malta Eurovision Song Contest is de Maltese nationale preselectie voor het Eurovisiesongfestival. Het werd voor het eerst gehouden in 2012, als opvolger van Malta Eurosong.

## Edities
| Jaar | Artiest          | Lied                  | Finale                                                           | Punten                                                           | Halve finale                                                     | Punten                                                           |
| ---- | ---------------- | --------------------- | ---------------------------------------------------------------- | ---------------------------------------------------------------- | ---------------------------------------------------------------- | ---------------------------------------------------------------- |
| 2012 | Kurt Calleja     | This is the night     | 21                                                               | 41                                                               | 7                                                                | 70                                                               |
| 2013 | Gianluca         | Tomorrow              | 8                                                                | 120                                                              | 4                                                                | 118                                                              |
| 2014 | Firelight        | Coming home           | 23                                                               | 32                                                               | 9                                                                | 64                                                               |
| 2015 | Amber            | Warrior               | Niet gekwalificeerd                                              | Niet gekwalificeerd                                              | 11                                                               | 43                                                               |
| 2016 | Ira Losco        | Chameleon             | Niet van toepassing, intern werd Walk on Water als lied gekozen  | Niet van toepassing, intern werd Walk on Water als lied gekozen  | Niet van toepassing, intern werd Walk on Water als lied gekozen  | Niet van toepassing, intern werd Walk on Water als lied gekozen  |
| 2017 | Claudia Faniello | Breathlessly          | Niet gekwalificeerd                                              | Niet gekwalificeerd                                              | 16                                                               | 55                                                               |
| 2018 | Christabelle     | Taboo                 | Niet gekwalificeerd                                              | Niet gekwalificeerd                                              | 13                                                               | 101                                                              |
| 2022 | Emma Muscat      | Out of sight          | Niet van toepassing, intern werd I am what I am als lied gekozen | Niet van toepassing, intern werd I am what I am als lied gekozen | Niet van toepassing, intern werd I am what I am als lied gekozen | Niet van toepassing, intern werd I am what I am als lied gekozen |
| 2023 | The Busker       | Dance (our own party) | Niet gekwalificeerd                                              | Niet gekwalificeerd                                              | 15                                                               | 3                                                                |
| 2024 | Sarah Bonnici    | The loop              | Niet gekwalificeerd                                              | Niet gekwalificeerd                                              | 16                                                               | 13                                                               |
| 2025 | Miriana Conte    | Kant                  |                                                                  |                                                                  |                                                                  |                                                                  |

1971 · 1972 · 1973-1974 · 1975 · 1976-1990 · 1991 · 1992 · 1993 · 1994 · 1995 · 1996 · 1997 · 1998 · 1999 · 2000 · 2001 · 2002 · 2003 · 2004 · 2005 · 2006 · 2007 · 2008 · 2009 · 2010 · 2011 · 2012 · 2013 · 2014 · 2015 · 2016 · 2017 · 2018 · 2019 · 2020 · 2021 · 2022 · 2023 · 2024 · 2025